# Soga (Klan)
Die Soga (jap. 蘇我氏, Soga-shi) war ein Klan aus der Yamato-Region in Japan (heute Präfektur Nara), dessen Anführer im 6. und 7. Jahrhundert einflussreiche politische Macht erlangten, die sogar mit der des Kaiserhauses konkurrierte. Laut dem Nihon Shoki und dem Kogo Shūi, zwei historischen Werken aus dem Jahr 720 bzw. 807, waren sie unter anderem für die Finanzen, die Außenpolitik sowie für den Aufstieg des Buddhismus verantwortlich. Dadurch gestalteten sie zu dieser Zeit maßgeblich die politische und kulturelle Entwicklung Japans mit.

## uji-kabane-System
Das uji-kabane-System oder Shisei-System (氏姓制度) bezeichnet die politische Organisation am Yamato-Hof. Die uji, wie beispielsweise die Soga, waren im Wesentlichen weit verzweigte Großfamilien bzw. -gruppen, denen verschiedene Aufgabenbereiche am Yamato-Hof aus der Wirtschaft, dem militärischen Bereich oder rituelle Belange zugesprochen wurden. Die Übersetzung ins Deutsche lautet meistens Clan/Sippe oder Familie. Die Anführer, die in erster Linie für den Dienst an den Yamato-Kaisern verantwortlich waren, hatten vererbbare Ränge (kabane) inne, die ihre Position im Gefolge des Kaisers anzeigten. Sie überwachten und koordinierten einige der Gruppen, be oder tomo genannt, die verschiedene Dienste für den kaiserlichen Hof verrichteten. In diesem Sinne waren die uji eher eine politische Institution als einfach nur eine organisierte Stammesgruppe.

## Clan-Geschichte

### Herkunft
Das Shinsen Shōjiroku, eine Zusammenfassung von Genealogien des Adels aus dem 9. Jahrhundert, führt die Ursprünge des Clans auf Takenouchi no Sukune zurück. Dieser war Kanzler und wohl auch Liebhaber der Mutter des Ōjin-Tennō, die mutmaßlicherweise als Teil einer koreanischen Invasion um 389 das Reich Wa (Japan) eroberten. Die bisherigen Eliten wurden bald bei Hofe integriert. Einige Historiker vermuten jedoch, dass ein Beamter des 5. Jahrhunderts namens Soga no Manchi, der als erster Soga in einem historischen Dokument erwähnt wird, die gleiche Person ist, wie ein Beamter des koreanischen Königreiches Baekje.
Die Soga, die erst relativ spät ca. Mitte des 5. Jahrhunderts am Hofe der Yamato auftauchten, waren ein Abzweig der kaiserlichen Familie, und waren für die Überwachung der Ein- und Ausfuhr sowie der Lagerung der verschiedenen Tributleistungen verantwortlich, die von -be (zunftähnlichen berufsgruppen) produziert wurden. Diese bestanden zum großen Teil aus eingewanderten chinesischen Handwerkern und Reisbauern. Dadurch waren sie unter den verschiedenen Clans in Yamato zweifellos diejenigen, die mit der Lage in China und Korea am vertrautesten waren. Es wundert daher nicht, dass sie es waren, die später chinesische administrative Methoden und den Buddhismus in das Land einführten.

### Aufstieg
Nachdem sich Soga no Iname (蘇我 稲目; † 570), Sohn Soga no Komas (蘇我 高麗), bei einer politischen Debatte im Jahre 540 durchsetzen konnte, wurde er als erster des Soga-Clans zum höchsten Minister (Ō-omi) ernannt. Er schaffte es, zwei seiner Töchter mit dem Kaiser Kimmei-Tennō zu verheiraten.
Nachdem der König von Baekje im Jahre 552 buddhistische Sutras und Darstellungen sowie eine goldene Buddhastatue als Geschenke an den Hof von Yamato schickte, fragte der Kaiser seine höchsten Würdenträger, Soga no Iname und den Ō-muraji namens Mononobe no Okoshi, ob man den Buddhismus einführen sollte oder nicht. Die Soga hatten keine eigenständige Identität wie die etablierten Clans, deren (legendäre) Geschichte bis weit in die Vergangenheit reichte, oder wie diejenigen, deren Stammsitz traditionell ein bestimmtes Gebiet umfasste. Iname sah im Buddhismus ein Mittel, seine politische Macht auszubauen. Sein Ziel war es, die vorherrschende Allmacht des Shintōismus zu brechen und zugleich das Ansehen der mit den Mononobe verbündeten Nakatomi zu vernichten. Für die herrschenden Familien, die ihren Anspruch auf Macht auf die Abstammung von Göttern (kami) basierten, stellte der Buddhismus eine Gefahr dar, da er Buddha eine größere Macht zuschrieb als allen lokalen Gottheiten. Diese Debatte wurde jedoch erst zu einem späteren Zeitpunkt entschieden.
Am Anfang der Regentschaft des Bidatsu-Tennō, der die Nachfolge von Kimmei nach dessen Tod 571 antrat, übernahm der Sohn von Iname, Soga no Umako (蘇我 馬子; † 626) dessen Posten, konnte sich jedoch nicht so richtig als führender Clan am Hofe (gaiseki) durchsetzen. Nachdem Bidatsu 585 gestorben war, brachen Machtkämpfe über die Nachfolge aus. Die zwei Hauptparteien kreisten um die beiden Personen Umako und Mononobe no Moriya. Umako gewann mit militärischer Gewalt die Oberhand und setzte seinen Kandidaten Prinz Anahobe, den vierten Sohn Kimmei's mit einer Tochter von Iname, als Yōmei-Tennō auf den Thron. Umako erlangte damit die Kontrolle über den Kaiserhof. Yōmeis Hauptfrau gebar vier Söhne, wodurch die Nachfolge gesichert war und die Soga nun definitiv den Status des gaiseki Clans erlangten. Der erste Sohn wurde später der bedeutende Prinzregent Shōtoku Taishi.
Als Yōmei erkrankte, brach 587 ein weiteres Mal der Machtkampf unter Führung von Mononobe no Moriya aus. Erneut setzte sich Umako in einer Schlacht durch. Der insgesamt 12. Sohn Kimmeis, mit einer Soga-Frau als Mutter, wurde als Sushun-Tennō eingesetzt. Dieser Sieg machte den Soga-Clan endgültig und für die nächsten 60 Jahre in der Regierung dominant.  Darüber hinaus war nun auch die Frage über die Akzeptanz und Verbreitung des Buddhismus – innerhalb und als Werkzeug der herrschenden Klasse – endgültig geklärt.

### Niedergang
Da Umako von Plänen Sushuns erfuhr, einen Staatsstreich organisieren zu wollen, veranlasste er 592, ihn zu ermorden und durch seine Nichte Suiko zu ersetzen. Sie war die erste Kaiserin in der Geschichte der Yamato. Suiko regierte über 30 Jahre lang bis 628, so lange wie kein anderer Kaiser für die nächsten 1200 Jahre. Suikos Neffe Umayado no toyotomimi no mikoto, posthum als Shōtoku Taishi (聖徳太子; *574, † 622) bekannt, führte ab 593 als Regent und Thronfolger die Regierung für sie. 
Sein Tod 622 und kurz darauf der Rückzug von Soga no Umako aus dem politischen Geschehen, führten zu einer erbitterten politischen Rivalität im Yamato-Staat. Letztendlich erhielt der Sohn, Soga no Emishi (jap. 蘇我蝦夷, * ? ; † 645) 626 den Titel des Ō-omi. Da Kaiserin Suiko keinen Nachfolger als Regenten für den verstorbenen Prinzen Shōtoku Taishi ernannt hatte, gab es zwei mögliche Nachfolger – Prinz Tamura, der Enkel von Kaiser Bidatsu, und Prinz Yamashiro no Ōe, der Sohn von Shōtoku, der die besseren Chancen hatte. Da Soga no Emishi jedoch einen Herrscher bevorzugte, der nur eine symbolische Macht innehaben sollte, ließ er Yamashiro und seine Befürworter ermorden und Prinz Tamura wurde zum Kaiser Jomei ernannt.
Auch nach Jomeis Tod (641) brach die gleiche Debatte um die Nachfolge aus. Aber wieder hatte Emishi keinen Erfolg und Jomeis Frau bestieg (642) als Kōgyoku-Tennō den Thron. Kurz darauf übernahm Emishis Sohn Soga no Iruka (蘇我 入鹿; † 645) die administrativen Geschäfte und führte ein striktes Regiment. Nachdem ihn Yamashiros Schwester öffentlich kritisierte, ließ er etwa 23 Nachkommen Shōtokus, inklusive Yamashiro, Selbstmord begehen. Das führte dazu, dass sich Nakatomi no Kamatari, ein Bürokrat des Hofes, Naka no Ōe, der Sohn des Kaisers Jomei, und ein Clanführer, der ein Sohn von Soga no Ishikawa Maro war, zusammenschlossen um einen Staatsstreich zu organisieren, den Isshi-Zwischenfall.
Seine Gegner hatten mehrere Beweggründe, Soga zu stürzen: Das tyrannische und unbarmherzige Verhalten der Soga-Minister, das Versagen der Soga, die neugewonnenen chinesischen Techniken effektiv und umfassend zu nutzen, um die politische Kontrolle zu steigern, die stetige Rivalität mit den Soga und die Ermordung von Shōtokus Sohn. Außerdem beabsichtigte insbesondere Nakatomi no Kamatari, die Soga aus ihrer Vormachtstellung zu vertreiben, durch die sie administrative Kontrolle ausüben konnten, und so eine zentralistische Politik sowie administrative Reformen durchzusetzen, die Shōtoku Taishi empfahl.
Während Kaiserin Kōgyoku 644 koreanische Gesandte empfing, drangen sie in den Audienzsaal ein, töteten Iruka, ermordeten auch Emishi und brannten dessen Haus mitsamt allen Urkundensammlungen nieder. Damit endete die Herrschaft der Soga. Die Familie verschwand dann im 8. Jahrhundert endgültig im Dunkel der Geschichte.
Als später Nakano no Ōe zum Tenchi-Tennō (668–671) wurde, verlieh er Nakatomi no Kamatari den ehrenwerten Familiennamen Fujiwara, als dieser schon im Sterben lag. Diese Familie dominierte für die folgende Zeit das politische Geschehen des Landes.

## Einführung des Buddhismus
Zum Regierungsantritt Kimmeis (538) sandte das verwandte Königshaus von Baekje etwa 200 Sutras, dazu einen Mönch, eine Nonne und einen speziellen Mantra-Vorleser. Weiterhin einen „Herrgottsschnitzer“ und einen Tempelbaumeister. Silla sandte ebenfalls ein Buddhabildnis. Es folgten 552 weitere Sutras, buddhistische Darstellungen und eine goldene Buddhastatue als Geschenk an den Kimmei-Tennō.
Für 584 ist die Lieferung eines Bronzebuddhas und eines Steinreliefs von Maitreya durch eine Privatperson aus Baekje verbürgt. Wie schon oben beschrieben fragte der Kaiser seine Würdenträger, den ō-omi Soga no Iname und „Nakatomi no Muraji“, ob man den Buddhismus einführen sollte oder nicht. Neben politischen Beweggründen argumentierte Iname damit, dass in allen westlichen asiatischen Staaten der Buddhismus akzeptiert sei und es keinen Grund dafür gäbe, dass Yamato eine Ausnahme bilden sollte. Nakatomi war dagegen, da seiner Meinung nach der Buddhismus die einheimischen kami verärgern würde.
Iname setzte sich gegenüber zwei weiteren einflussreichen Clans der damaligen Zeit, den Nakatomi, Oberhäupter der Shintō-Priester, und den Mononobe, einem Krieger-Clan, durch. Iname durfte die Statue behalten und baute für diese einen Tempel. Kurz darauf verheerte jedoch eine Epidemie das Land, was von den Nakatomi und Mononobe als Rache der kami gewertet wurde. Daraufhin ließ Kimmei die Statue in einen Kanal werfen und den Tempel niederbrennen. Ein Jahr später kamen die Priester Tonei und Dōshin, die ersten buddhistischen Priester in Yamato, aus Baekje an und verbreiteten die Religion.
Nachdem Bidatsu den Thron bestiegen hatte, brach der Streit zwischen den Clans erneut aus. Diesmal unter Soga no Umako. Währenddessen trafen aus Korea 577 Priester, Architekten, Zimmerleute und Bildhauer ein. Abermals brach eine Epidemie aus und Bidatsu verbot auf Rat von Mononobe no Moriya, 585 den Buddhismus. Etwa zu dieser Zeit kehrten die Soga zum Buddhismus zurück und errichten erneut einen Familientempel, nachdem ihr erster im vorhergehenden Ikonoklasmus zerstört worden war. Die Art und Weise, wie sich die damaligen Herrscher Chinas, die Sui-Dynastie (581–618) und die Tang-Dynastie (618–907), den Buddhismus als Staatsinstrument zu Nutze machten, begeisterte die Eliten von Yamato. Seine Rituale und universalen spirituellen Appelle unterstützten den absoluten Herrscher und der Ausbau der buddhistischen Doktrinen bildete die moralische Basis eines vereinigten Reiches.
587 nahm der politische Konflikt zwischen den Clans ein Ende und daraufhin ließ Umako 588 den Tempel Hōkōji, später bekannt als Asuka-dera, bauen. Dadurch gewann der Buddhismus an Aufschwung. Im entscheidenden Jahr 593 befahl Suiko der höfischen Elite, den Buddhismus zu unterstützen und Shōtoku Taishi begann als neuer Regent damit, ihn zu fördern.
Von der koreanischen Halbinsel gekommene Priester und Handwerksmeister (Architekten, Zimmerer, Wandmaler, Bildhauer, Holzschnitzer, …) halfen mit ihrem Expertenwissen beim Bau und der Einrichtung der 64 Tempel, die während der Asuka-Zeit gebaut wurden, darunter die drei berühmten Tempel Hōkōji, Arahaka-ji (ursprünglicher Name Shitennō-ji) und Ikaruga-ji (nach dem Wiederaufbau im 7. Jahrhundert umbenannt in Hōryū-ji).

## Reformen
In der Geschichte Japans gab es zwei Zeitabschnitte, die durch Reformen gekennzeichnet sind, die grundlegend durch den Kontakt mit anderen Kulturen beeinflusst worden waren. Der spätere war nach der Meiji-Restauration im Jahre 1868, bei dem das Land nach westlichem Vorbild in Richtung Industrialisierung geführt wurde. Der erste begann etwa 587, als Soga no Umako die Kontrolle über die Zentralgewalt Japans erlangte und setzte sich bis in das 7. Jahrhundert fort. Als weitere Startpunkte für diese erste Phase können auch die Wiedervereinigung des chinesischen Reiches im Jahre 589 und die Ernennung der Suiko-Tennō im Jahre 593 angesehen werden.
Umako benutzte chinesische administrative Methoden, um die staatliche Macht auszuweiten und unterstützte die Einführung und Verbreitung chinesischen Gedankenguts, insbesondere des Buddhismus. Die Yamato-Elite war erstaunt über die Macht und die Errungenschaften der in dieser Zeit herrschenden Dynastien Sui (581–618) und Tang (618–907). Zum einen wollte man einen mächtigen Staat nach chinesischem Vorbild aufbauen, zum anderen gab es auch ein immer größer werdendes Interesse an chinesischer Kunst und chinesischem Wissen. Im Jahre 600 wurde zum ersten Mal nach mehr als 100 Jahren eine offizielle Gesandtschaft an den chinesischen Hof geschickt. Bis dato gelangten chinesisches Wissen und chinesische Ideen größtenteils über Korea, vor allem dem Königreich Baekje, nach Japan. Fortan herrschte jedoch ein umfangreicher direkter Kontakt zwischen Japan und China.
Der Buddhismus war ein entscheidender Faktor bei der Reformierung des Landes. Viele der immigrierten Priester brachten chinesisches Wissen über konfuzianische Lehren und über das chinesische Rechtssystem, die Literatur und die Geschichte mit, was entscheidend zur Aufklärung in dieser Zeit beitrug.
Shōtoku Taishi war einer der zentralen Personen, die die Reformierung in Gang brachten. Während seiner Regentschaft kamen die Führer der Yamato-Familie zu der Einsicht, dass der Buddhismus als Stütze für die Regierung und einer geordneten Gesellschaft dienen kann. Im Jahre 603 führte er, nach Vorbild von Baekje und Goguryeo, einem weiteren Königreich von Korea, ein System von 12 Hofrängen ein (jap. 冠位十二階  kan’i jūni kai). Dieses unterstützte den Kaiser darin, die Kontrolle über die Beamten durch die Übertragung von Rängen mit einem bestimmten Status und durch leistungsorientierte Beförderungen zu erhöhen. Das System setzte sich jedoch anfangs noch nicht über das vorherrschende uji-kabane-System durch.
Außerdem führte Shōtoku Taishi 604 die 17-Artikel-Verfassung (jap. 十七条憲法 jūshichijō kempō) ein. Sie entsprach einer Auflistung von moralischen Regeln und Vorschriften für die Beamten des Hofes. Die Verfassung war durch den Konfuzianismus, den Taoismus und den Buddhismus beeinflusst. Die ersten drei Artikel boten die ideologische Grundlage für die Artikel 4 – 17, die den Beamten vorschrieben, wie sie dem Kaiser gemäß der konfuzianischen und buddhistischen Lehren dienen sollten.
607-608 setzte man den diplomatischen Austausch mit dem chinesischen Hof der Sui-Dynastie fort. Das Ziel bestand darin, gute Beziehungen mit dem wiedervereinten chinesischen Reich aufzubauen, um gegebenenfalls einen Verbündeten gegen die verfeindeten koreanischen Königreiche zu haben und die Methoden des Festlandes zu studieren, um den eigenen Staat zu stärken. Die Personen, die im Zuge dieses Austausches nach China kamen und zum Teil über 20 Jahre blieben, waren die führenden Personen der späteren Reformen in Yamato.
Nachdem der Soga-Clan ab 645 nahezu von der Bildfläche des politischen Geschehens verschwunden war, trugen noch zwei weitere Ereignisse einen großen Beitrag zur Reformierung des Landes bei: Erstens die Erlassung der Taika-Reformen und zweitens der Bürgerkrieg im Jahre 672 (jinshin no ran), nach dem die neuen Herrscher bei der Errichtung eines starken und machtvollen Landes sehr erfolgreich waren.

## Glaubwürdigkeit desNihon Shoki
Es ist möglich, dass die Verfasser des Nihon Shoki, einer der wichtigsten Quellen für das heutige Wissen über die Soga, bewusst die negativen Aspekte und Taten der Soga überspitzt dargestellt haben. Das Werk wurde in einer Zeit geschrieben, in der die Gesinnung eher gegen die Soga war. Zum einen bleiben einige Aktivitäten der Soga im Unklaren, zum anderen ist die Aussage falsch, dass nach dem Coup im Jahre 645 die Soga ausgelöscht wurden. So diente beispielsweise Soga no Akae während der Taika-Reform als Ō-omi.

## Die wichtigsten Akteure
- Soga no Iname ( ? – 570)
- Soga no Umako ( ? – 626)
- Soga no Emishi ( ? – 645)
- Soga no Iruka ( ? – 645)
- Shōtoku Taishi (574 – 622)
- Kimmei-Tennō (509 – 571)
- Yōmei-Tennō ( ? – 587)
- Suiko-Tennō (554 – 628)
- Nakatomi/Fujiwara no Kamatari (614 – 669)

## Belege
1. ↑  die Vorgänge sind buddhistisch-legendär im Nihon Ryōiki überliefert.
2. ↑  Der Klan hat traditionell die Gilde der Waffenschmiede kontrolliert, worauf sich ihre Macht stützte.
3. ↑  Der Name Shōtoku ist erstmals im Kaifūsō 751 schriftlich erwähnt, also fast 130 Jahre nach seinem Tode.
4. ↑  legendär überkommen in Nihon Ryoiki I,5